# Ice Fantasy Destiny
Ice Fantasy Destiny (chino: 幻城凡世, pinyin: Huan Cheng Fan Shi), es una serie de televisión china transmitida del 8 de marzo del 2017 hasta el 2017 por medio de la cadena QQLive (Tencent TV).
La serie estuvo basada en la exitosa novela de Guo Jingming, "City of Fantasy" y es la secuela de la serie Ice Fantasy.

## Sinopsis
Es el año 2020 y Ka Suo ha reencarnado en Feng Suo, como el dueño de una empresa de última tecnología. Sin darse cuenta libera los recuerdos de sus vidas anteriores y recupera de nuevo su poder, iniciando un nuevo capítulo en la historia de las tribus de hielo y de fuego.

## Reparto

### Personajes principales
| Actor                      | Personaje                 | Nº de episodios | Notas |
| -------------------------- | ------------------------- | --------------- | --- |
| Feng Shaofeng              | Ka Suo Feng Suo           | 16              | Ka Suo: es un poderoso Príncipe de la Tribu de Hielo, y el hermano mayor del Ying Kong Shi. Feng Suo: es dueño de una empresa de última tecnología y los archivos que reencarnación de Ka Suo. |
| Ma Tianyu (Biang Chen)     | Ying Kong Shi Ma Tian Chi | 16              | Ying Kong Shi: es el poderoso Rey de la Tribu de Hielo, y el hermano menor de Ka Suo. Está enamorado de Yan Da, sin embargo debido a que pertenecen a tribus opuestas, que constantemente están en guerra, no se lo dice, hasta que es demasiado tarde. Ma Tian Chi: es la reencarnación de Ying Kong Shi, al igual que su vida pasada está enamorado de Yan Zhu, sin embargo no se lo dice, hasta que es demasiado tarde. |
| Zhang Meng                 | Yan Da Yan Zhu            | 16              | Yan Da: este que me ha dado la única Princesa de la Tribu de Fuego, es una mujer con una naturaleza fuerte, cuando conoce a Ying Kong Shi, se enamora de él. Más tarde muere protegiéndolo del ataque de su padre. En el presente lucha por proteger a Ying Kong Shi y a Ka Suo, y al igual que su vida pasada, Yan Da hace el mayor sacrificio para salvar la vida de Ma Tian Chi. No sin antes acabar con los planes de Yan Zhu. Yan Zhu: aunque al inicio se cree que es la reencarnación de Yan Da, en realidad Yan Zhu es la antepasada de la tribu de Fuego y posee el cuerpo de Yan Da para obtener el Lotus. Finalmente Yan Zhu muere a manos de Yan Da, luego de que intentara lastimar a Kong Shi. |
| Zhang Yuqi (Victoria Song) | Luo Luo Li Luo            | 16              | Luo Luo: es la reencarnación de Li Luo. Li Luo: es una valiente y poderosa guerrera y el amor Ka Suo. |

### Personajes secundarios
| Actor               | Personaje         | Nº de episodios | Notas |
| ------------------- | ----------------- | --------------- | --- |
| Xu Ke               | Xing Jiu          | -               | Es el Jefe de la tribu Dreamer y uno de los Siete Santos (en inglés: "Seven Saints"), encargados de salvaguardar el Clan de Hielo. Es un hombre leal y amable.                  |
| Chen Xinyu          | Yang Da Chao Ya   | -               | Yang Dan: es la reencarnación de Chao Ya. Chao Ya: es la Reina de la Tribu Espiritual (en inglés: "Spiritual Tribe").                                                           |
| Huang Deyi          | Qin Chu           | -               | Es el amigo de Li Luo. |
| Lu Zizhen           | Luna JoJo         | -               | Luna: es un miembro de la Tribu sanadora (en inglés: "Healer Tribe"), así como una poderosa sanadora, que manipula las toxinas. JoJo: es la reencarnación de Luna.              |
| Cheng Pei-pei       | Feng Tian         | -               | En la actualidad es la CEO de una importante compañía. Pero en realidad es la ilusionista más poderosa de la Tribu de Hielo, conocida cariñosamente por la gente como "abuela". |
| Deng Sha            | Chen Xiao Ning    | -               | |
| Wu Ares (Wu Di Wen) | Qin Han           | -               | |
| Madina Memet        | Lan Shang Ming Na | -               | Lan Shang: es una Princesa de la tribu Sirena (en inglés: "Mermaid Tribe"). Ming Na: es la reencarnación de Lan Shang.                                                          |
| Cai Jun Tao         | Ge Ming Yue       | -               | |

### Otros personajes
| Actor      | Personaje | Nº de episodios | Notas |
| ---------- | --------- | --------------- | ----- |
| He Adan    | -         | -               |       |
| Wang Ziwei | -         | -               |       |
| Vivi Miao  | 明乐      | -               |       |

## Episodios
La serie estuvo conformada por 16 episodios, los cuales fueron emitidos a través del sitio web Tencent Video a partir del 8 de marzo del 2017.
En total la serie de "Ice Fantasy" emitió 78 episodios (la primera temporada emitió 62 episodios, mientras que la segunda temporada transmitió 16 episodios).

## Producción
La serie estuvo basada en la novela "City of Fantasy" de Guo Jingming.
Fue dirigida por Zhuo Lin Hao (周琳皓) y escrita por Shen Zhi Ning (沈芷凝).
Los actores principales Feng Shaofeng, Ma Tianyu, Zhang Meng y Madina Memet protagonizaron nuevas versiones de sus personajes en "Ice Fantasy", mientras que la actriz Zhang Yuqi reemplazó a Victoria Song, quien hizo apariciones ocasionales a través de imágenes de archivo. El elenco secundario estuvo conformado por Xu Ke y Cheng Pei-pei, quienes volvieron a interpretar a sus personajes, mientras que los actores Chen Xinyu, Huang Deyi y Lu Zizhen regresaron interpretando a nuevos personajes.
Los episodios de la secuela moderna titulada "Ice Fantasy Destiny" fueron emitidos a través del sitio web Tencent Video a partir del 8 de marzo del 2017.